# Lejkówka chlorowonna

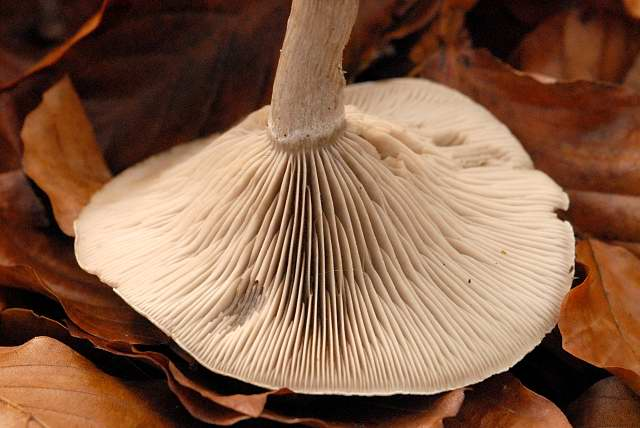

Lejkówka chlorowonna (Clitocybe subspadicea (J.E. Lange) Bon & Chevassut) – gatunek grzybów z rzędu pieczarkowców (Agaricales).

## Systematyka i nazewnictwo
Pozycja w klasyfikacji według Index Fungorum: Clitocybe, Incertae sedis, Agaricales, Agaricomycetidae, Agaricomycetes, Agaricomycotina, Basidiomycota, Fungi.
Po raz pierwszy takson ten opisał w 1863 r. Jakob Emanuel Lange jako odmianę lejkówki pępkowatej, nadając mu nazwę Clitocybe umbilicata var. subspadicea. W 1973 r. Marcel Bon i Georges Chevassut podnieśli go do rangi odrębnego gatunku. Pozostałe synonimy:
- Clitocybe umbilicata f. subspadicea (J.E. Lange) Kühner & Romagn. 1953
- Gerronema subspadiceum (J.E. Lange) Bon 1996
- Omphalia umbilicata f. subspadicea J.E. Lange 1936[2].

## Morfologia
Kapelusz
Średnica 3–6 (8) cm, silnie higrofaniczny z zapadniętym, pępkowatym środkiem, potem lejkowaty. Brzeg długo podwinięty, powierzchnia szarobrązowa, orzechowobrązowa, oliwkowobrązowa, białawobeżowa z przeważnie ciemnobrązowawym środkiem.
Blaszki
Zbiegające na trzon, gęste, początkowo białawe, potem szarobrązowe, szarobeżowe.
Trzon
Biały, szarobrązowy, szarobeżowy, rzadko także ochrowobrązowy, pokryty białymi włókienkami.
Miąższ
Białawo-szary, włóknisty o przyjemnym zapachu lub bez zapachu, w smaku łagodny.
Cechy mikroskopowe
Zarodniki białe, 5–8 × 3–5 µm.
Gatunki podobne
Tzw. lejkówka szaroblaszkowa (Atractosporocybe inornata), lejkówka rdzawa (Clitocybe diatreta), lejkówka dwubarwna (Clitocybe metachroa).

## Występowanie i siedlisko
Znane jest występowanie Clitocybe subspadicea tylko w Europie. Brak go w opracowanym w 2003 r. przez Władysława Wojewodę wykazie wielkoowocnikowych grzybów podstawkowych Polski, ale został znaleziony w późniejszych latach.
Naziemny grzyb saprotroficzny.